# Dornier Do X

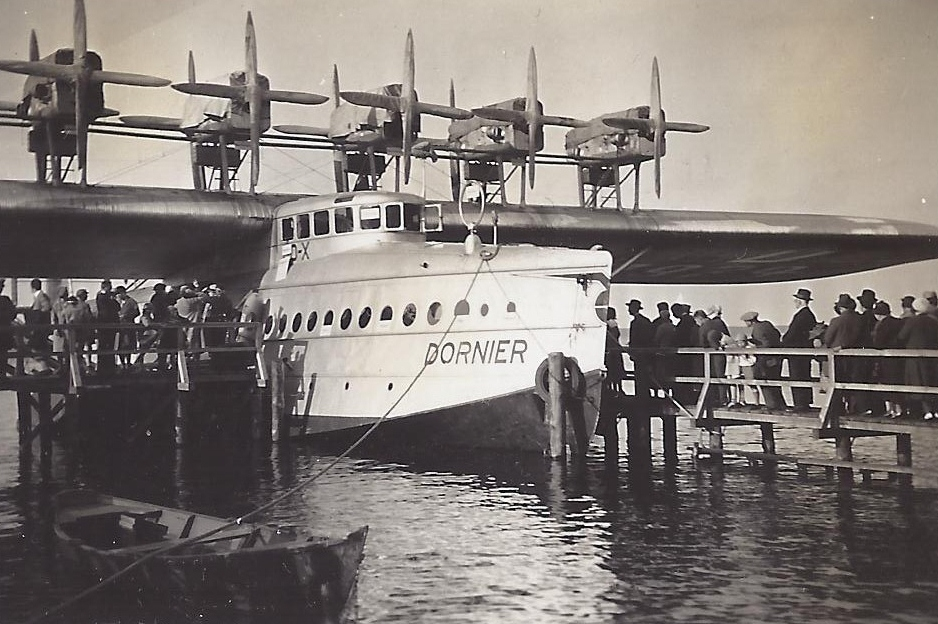
Do X (До X) — на озері Müggelsee (Мюггелсее) (Берлін — Німеччина) травень 1932

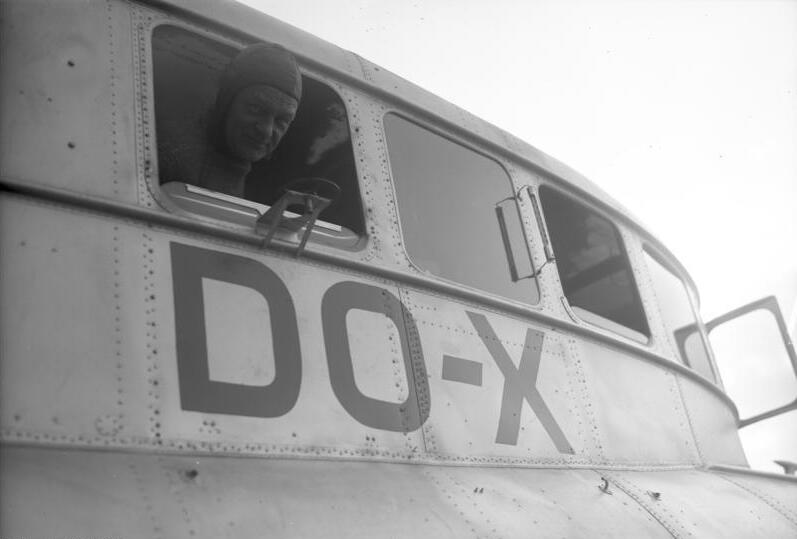
Капітан літака Фрідріх Крістіансен.

Дорньє Do X (нім. Dornier Do X) — німецький пасажирський летючий човен фірми Dornier-Werke. Призначався для експлуатації на далеких пасажирських авіалініях. Перший політ відбувся 1929 року. 20 жовтня під час 40-хвилинного демонстраційного польоту цей літак злетів з Боденського озера з 169 пасажирами на борту. У першій половині XX століття цей рекорд залишався неперевершеним. Через невисокі льотні характеристики літак на лінії не вийшов — лише у 1930—1932 роках здійснив декілька демонстраційних польотів в Африку, Північну та Південну Америку.

## Особливості

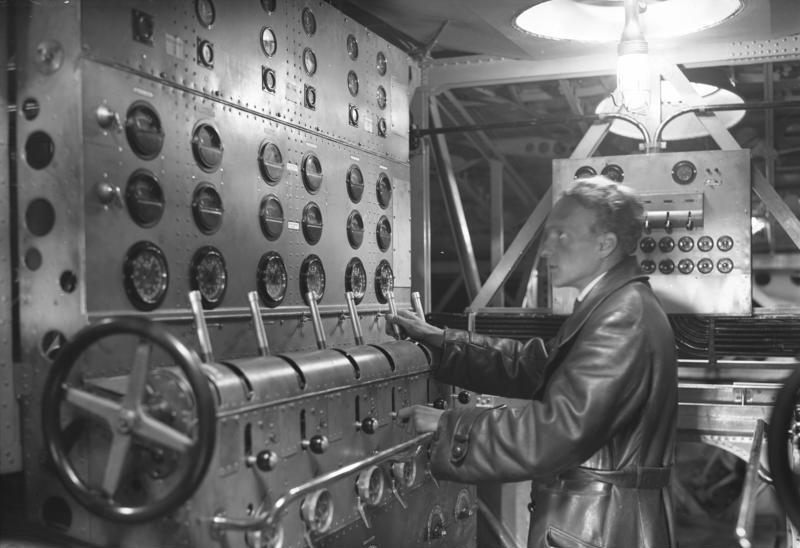
Бортінженер керує дванадцятьма двигунами літака

У пілотської кабіні Dornier Do X не було важелів керування двигунами. Замість цього, як на великих морських суднах того часу, пілот передавав (по телефону) команду на збільшення або зменшення потужності бортінженерові, що знаходився в окремій кабіні.

## Льотно-технічні характеристики
Джерело: «Куточок неба»
Основні характеристики
- Екіпаж: 5 осіб
- Пасажиромісткість: 160 пасажирів
- Довжина: 40,05 м
- Висота: 10,1 м
- Розмах крила: 48,0 м

- Площа крила: 454,0 м ²
- Маса порожнього: 28 250 кг
- Нормальна злітна маса: 52 000 кг

Схема літака.

- Обсяг паливних баків: 23 300 л

Льотні характеристики
- Максимальна швидкість: 210 км/год
- Крейсерська швидкість: 175 км/год
- Посадкова швидкість: 120 км/год
- Практична дальність: 2 300 км
- Практична стеля: 1 250 м
- Навантаження на крило: 114,5 кг/м ² (розр.)

## Додатково
У кліпі поп-групи Alphaville 1985 року «Jet Set» показуються кадри за участю Dornier Do X[значущість факту?].